# Масиейра-де-Камбра
Масиейра-де-Камбра (порт. Macieira de Cambra) — район (фрегезия) в Португалии, входит в округ Авейру. Является составной частью муниципалитета Вале-де-Камбра. Находится в составе крупной городской агломерации Большое Авейру. По старому административному делению входил в провинцию Бейра-Литорал. Входит в экономико-статистический субрегион Энтре-Доуру-и-Воуга, который входит в Северный регион. Население составляет 4821 человек. Занимает площадь 17,88 км².